# Coelogyne quinquelamellata
Coelogyne quinquelamellata är en orkidéart som beskrevs av Oakes Ames.
Coelogyne quinquelamellata ingår i släktet Coelogyne och familjen orkidéer. Inga underarter finns listade i Catalogue of Life.